# 富良野広域連合
富良野広域連合（ふらのこういきれんごう）は、北海道富良野市、空知郡上富良野町、空知郡中富良野町、空知郡南富良野町、勇払郡占冠村が組織する広域連合。
消防事務、し尿、浄化槽汚泥及び生ごみ処理並びにその処理施設に関する事務、公共串内牧場に関する事務、学校給食共同調理場の設置、運営及び管理並びに学校給食の配送に関する事務のほか、北海道からの権限移譲に関する事項及びその他広域にわたる重要課題で広域連合長が必要と認める事項についての調査研究に関する事務を所掌している。事務局は富良野市、消防本部は上富良野町に所在している。

## 消防

### 沿革
「富良野広域連合消防の沿革」参照
- 2008年（平成20年）：富良野広域連合設立。
- 2009年（平成21年）：富良野地区消防組合消防本部と上川南部消防事務組合消防本部が統合し、富良野広域連合消防本部業務開始。

### 組織
- 消防長 - 次長
  - 消防本部
    - 総務課
    - 警防課
    - 予防課

  - 富良野消防署
    - 南富良野支署
    - 占冠支署
    - 山部出張所

  - 上富良野消防署
    - 中富良野支署

### 消防車両
「消防車両保有状況」参照
- 指令車：6台
- 化学車：1台
- タンク車：6台
- 大型水槽車：5台
- 高所救助作業車：1台
- 救助工作車：1台
- 高規格救急車：9台
- 人員輸送車：2台
- 広報車：2台
- 指揮広報車：1台
- 連絡車：4台
- 雪上車：1台

### 消防署
| 消防署         | 住所                          | 支署                                                                      | 出張所                     |
| -------------- | ----------------------------- | ------------------------------------------------------------------------- | -------------------------- |
| 富良野消防署   | 富良野市栄町18-20             | 南富良野：空知郡南富良野町字幾寅860 占冠：勇払郡占冠村字シムカプ原野46-97 | 山部：富良野市山部東町5-41 |
| 上富良野消防署 | 空知郡上富良野町大町2丁目2-46 | 中富良野：空知郡中富良野町本町9-1                                         |                            |

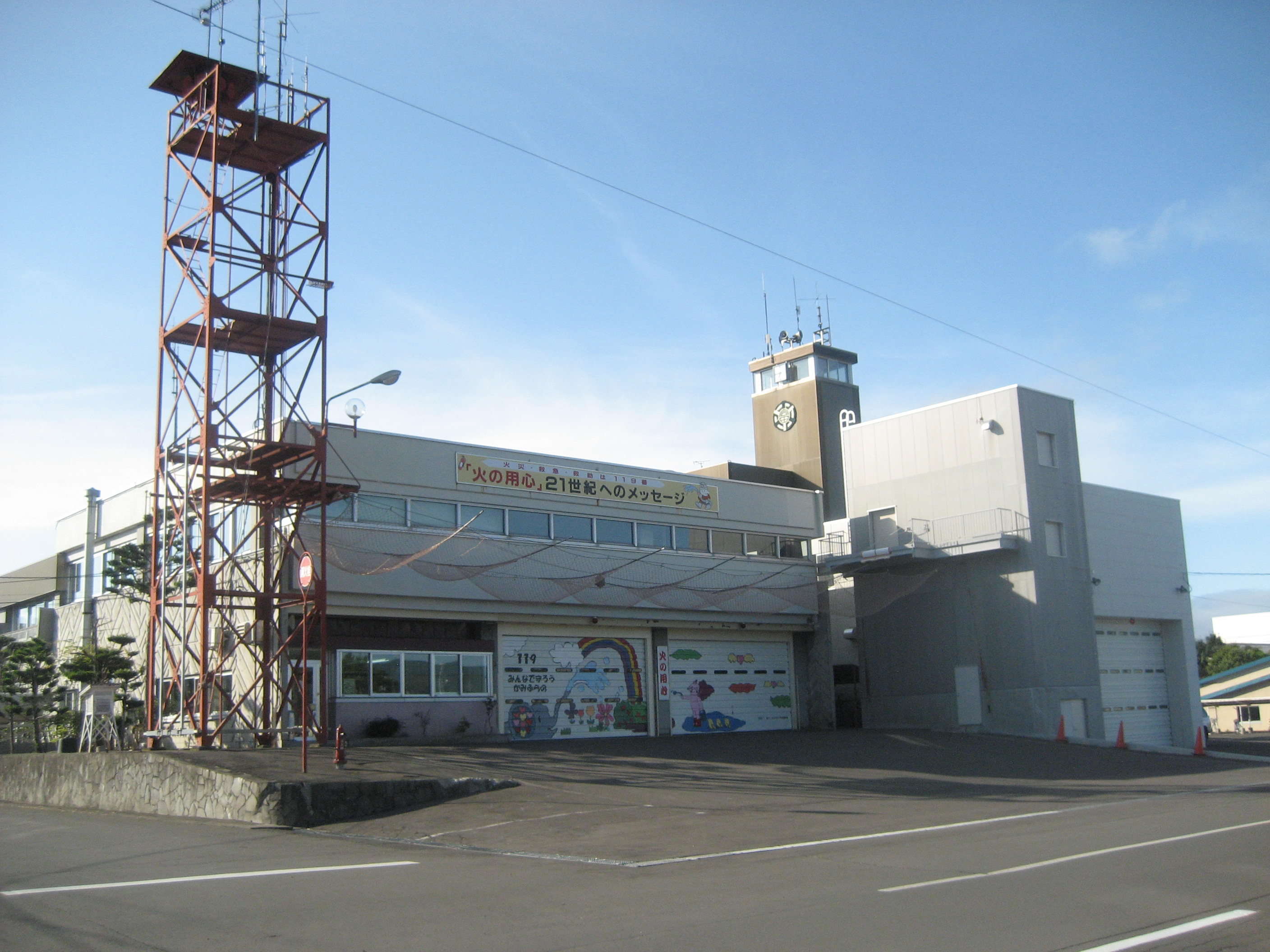
上富良野消防署
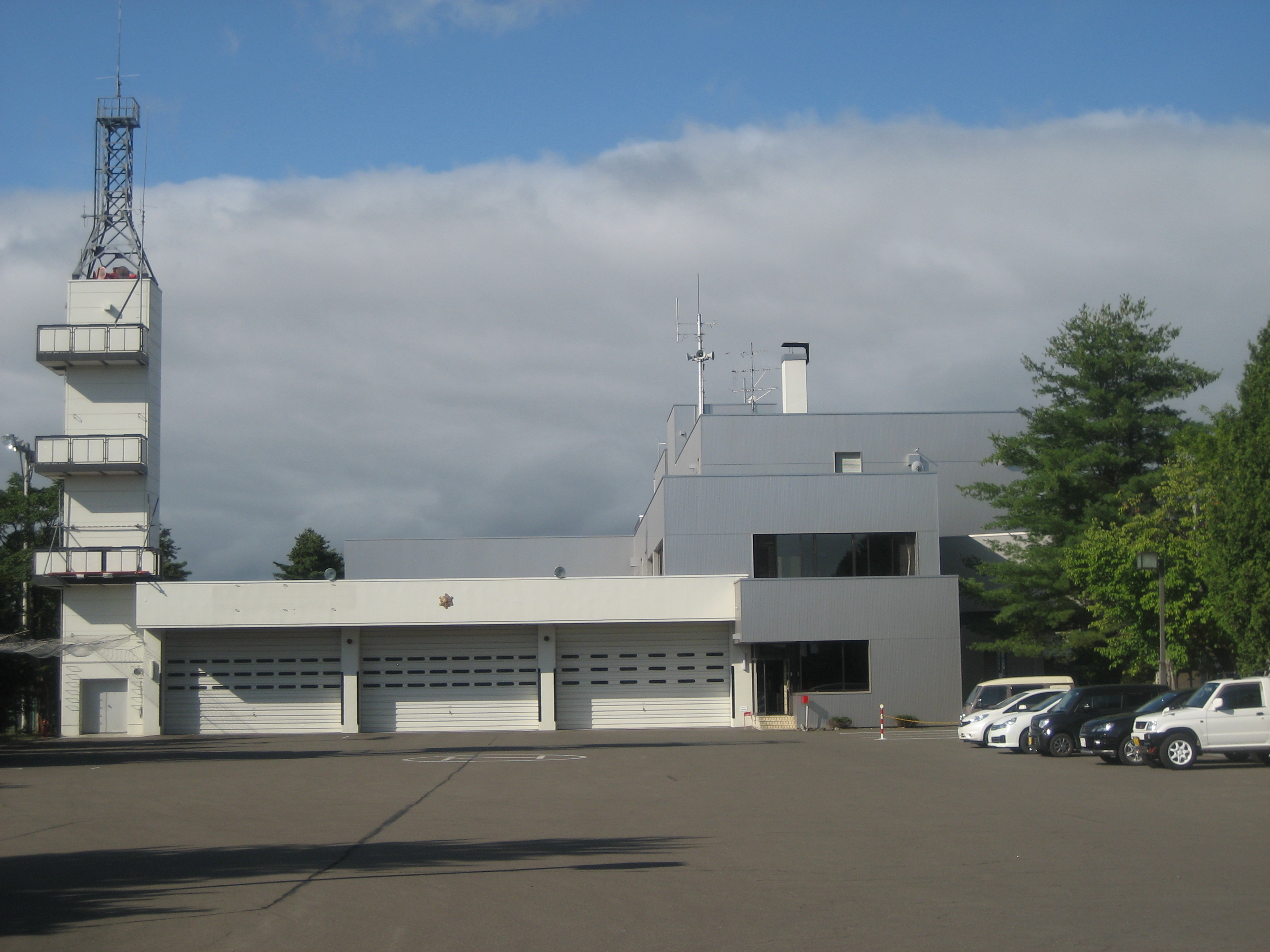
中富良野支署